# Bahnhof Vilnius
Der Bahnhof (litauisch geležinkelio stotis) der litauischen Hauptstadt Vilnius befindet sich im Süden des Stadtzentrums. Zum Bahnhof gehört auch ein westlich des Personenbahnhofes gelegener Güterbahnhof. Hier befindet sich der Sitz der litauischen Eisenbahngesellschaft Lietuvos geležinkeliai, welches ein staatliches Unternehmen ist. Weiterhin gibt es einen Busbahnhof.

## Verbindungen
Vom Bahnhof Vilnius aus bestehen folgende Zugverbindungen:
- Kaunas–Kaliningrad (Russland, nur Korridorzüge vom russischen Kernland, in die nicht eingestiegen werden darf)
- Vilnius–Kaunas–Mockava–Suwałki–Białystok–Warschau–Krakau (in Mockava muss derzeit noch von Breitspur auf Normalspur umgestiegen werden)
- Šiauliai–Klaipėda
- Šiauliai–Riga (Lettland)
- Varėna, die Strecke nach Hrodna (Belarus) ist seit 2004 unterbrochen
- Baranawitschy (Belarus)
- Minsk (Belarus)–Moskau (Russland)
- Der Bahnhof ist daneben Zentrum eines S-Bahn-ähnlichen elektrifizierten Vorortbahnverkehrs rund um die litauische Hauptstadt, u. a. nach Trakai.

## Geschichte

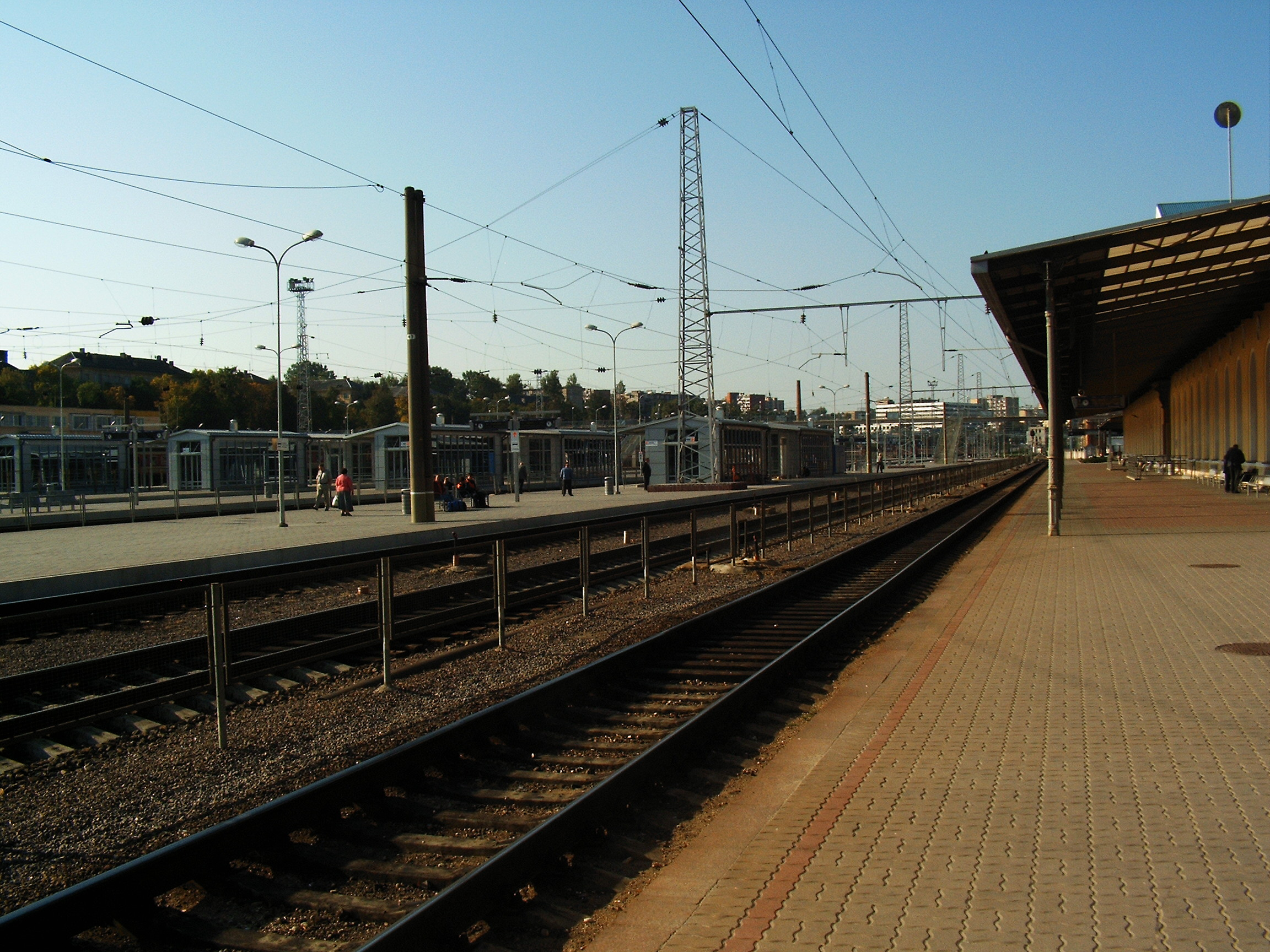
Bahnsteige

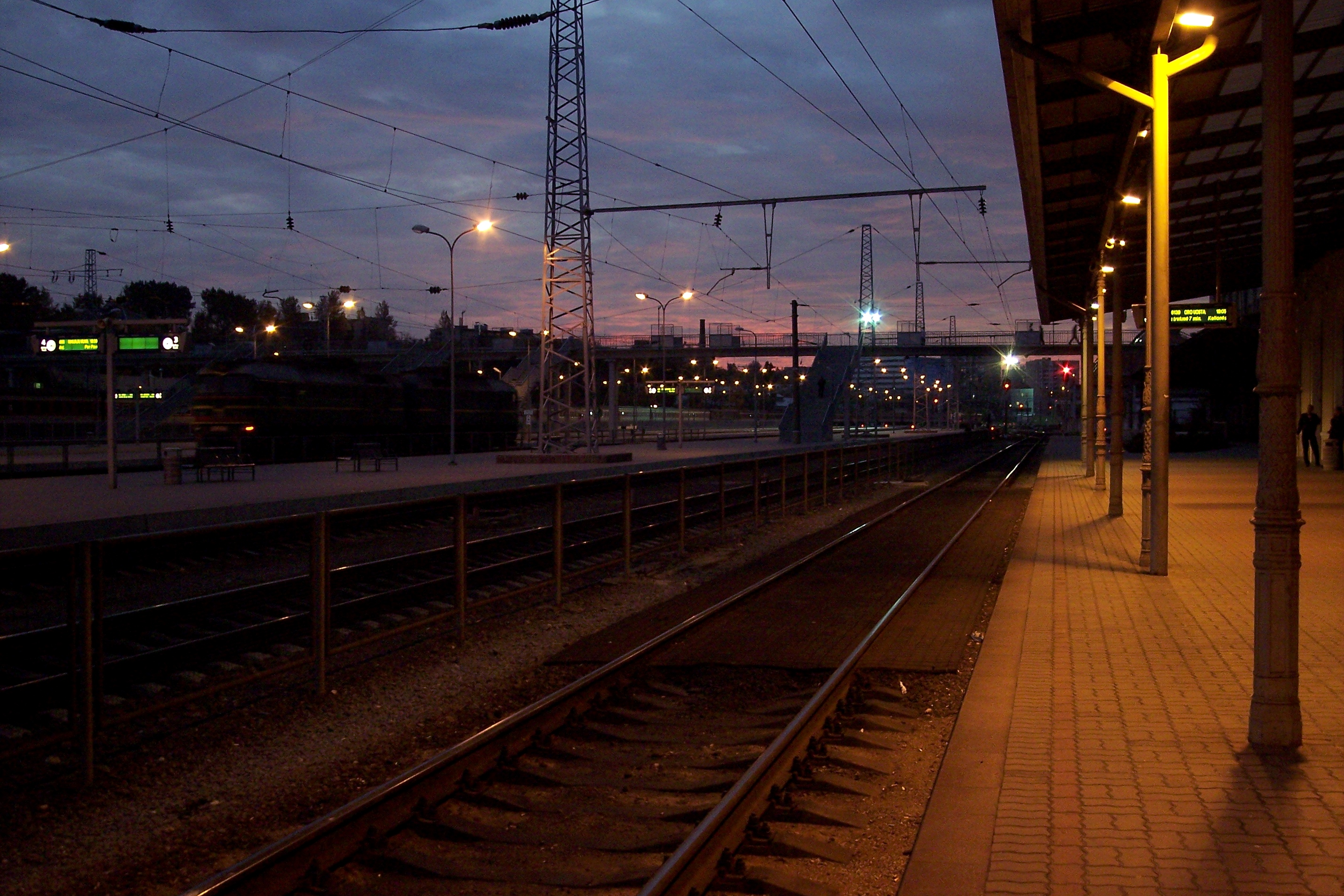
Bahnsteige

Der Bahnhof Vilnius wurde im Rahmen des Baus der Warschau-Petersburger Eisenbahn (1853–1862) errichtet.
Im Jahre 1861 wurde die Strecke um einen Abzweig über Kaunas nach Eydtkuhnen in Ostpreußen ergänzt, 1874 kam die Verbindung nach Minsk hinzu. Nach dem Ersten Weltkrieg wurde 1919 die litauische Eisenbahngesellschaft Lietuvos Geležinkeliai gegründet, die hier ihren Hauptsitz und ihre Hauptwerkstätten bekam. Nach der Besetzung Wilnas durch polnische Truppen wurde beides nach Kaunas verlegt, Wilna wurde Provinzbahnhof im Netz der Polskie Koleje Państwowe (PKP) und Sitz der Eisenbahndirektion Wilno. Sämtliche Verbindungen ins restliche Litauen waren bis 1938 unterbrochen.
Nach dem Überfall der Wehrmacht auf Polen gelangten Stadt und Bahnhof vorläufig an Litauen zurück, welches seinerseits 1940 von der Sowjetunion besetzt wurde. Im Laufe des Zweiten Weltkrieges wurde Vilnius zeitweise deutsch, später wieder sowjetisch besetzt. Nach dem Zweiten Weltkrieg verblieb der Bahnhof Vilnius im Netz der Baltischen Eisenbahndirektion der Eisenbahnen der Sowjetunion.
Erst nach der Wiedererlangung der Unabhängigkeit Litauens wurde der Bahnhof Vilnius erneut Sitz der wiedergegründeten Lietuvos Geležinkeliai. Jedoch brachte die Randlage der Hauptstadt nahe der mittlerweile als EU-Außengrenze stark gesicherten Staatsgrenze zu Belarus Nachteile mit sich: So liegt der Bahnhof Kaunas wesentlich zentraler und günstiger im Hinblick auf künftige europäische Transportkorridore in Nordosteuropa.
Internationale Züge verkehren in die meisten der direkten Nachbarländer, manche auch darüber hinaus. Mehrheitlich handelt es sich dabei um die Korridorzüge von der Oblast Kaliningrad nach Belarus, in die Ukraine und ins russische Kernland.

## Planung

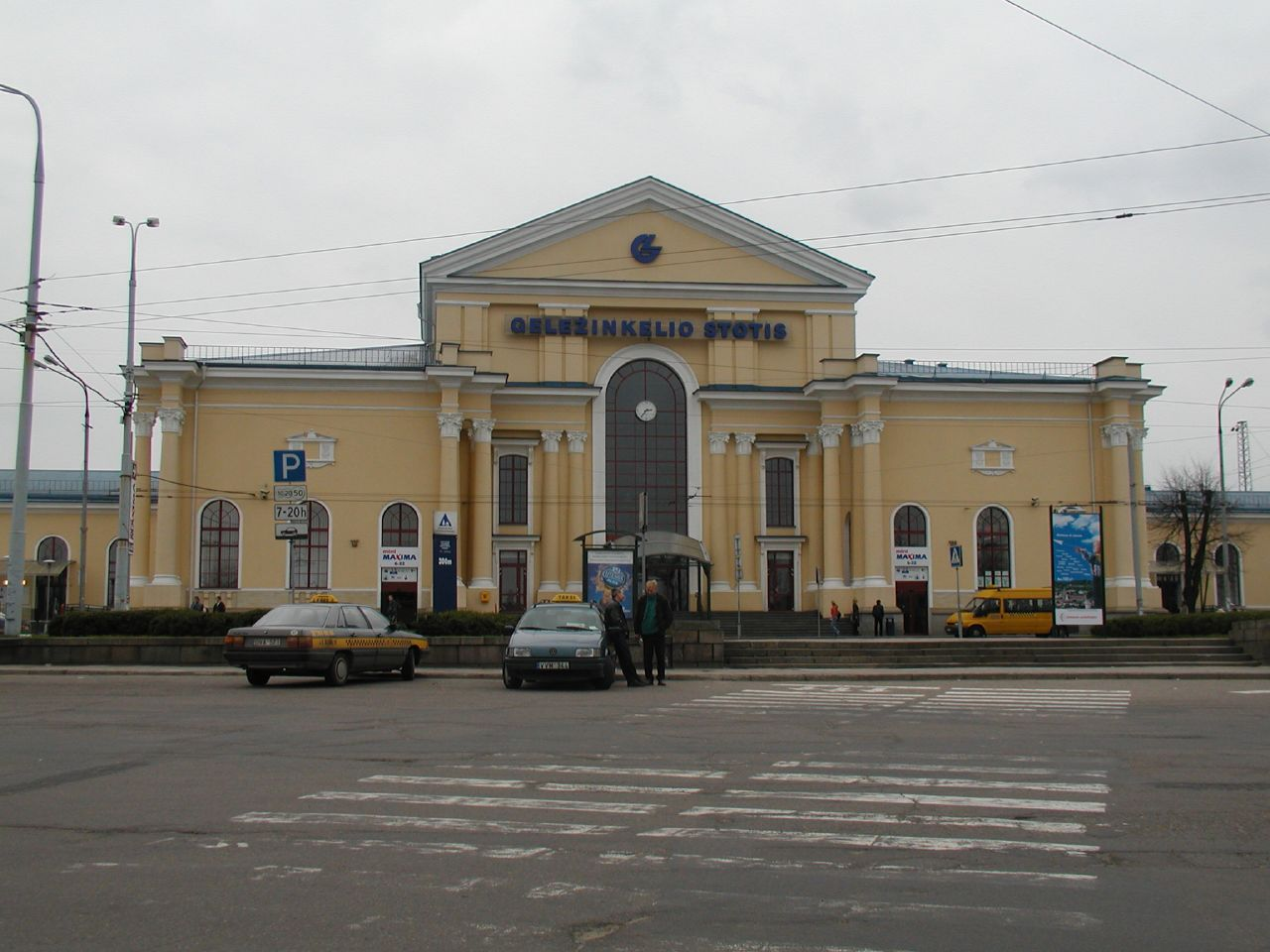

Am 3. März 2021 hat die Stadt Vilnius gemeinsam mit der Bahn einen internationalen Architekturwettbewerb zur Neugestaltung von Bahnhof und Bahnhofsumfeld ausgeschrieben. Im September des gleichen Jahres wurde das Büro Zaha Hadid beauftragt.